# Platychelipus littoralis
Platychelipus littoralis är en kräftdjursart som beskrevs av Brady 1880. Platychelipus littoralis ingår i släktet Platychelipus och familjen Laophontidae. Arten är reproducerande i Sverige. Inga underarter finns listade i Catalogue of Life.